# Setophaga
Setophaga é um gênero de aves da família Parulidae.
As seguintes espécies são reconhecidas:
- Setophaga plumbea (Lawrence, 1877)
- Setophaga angelae (Kepler & Parkes, 1972)
- Setophaga pharetra (Gosse, 1847)
- Setophaga citrina (Boddaert, 1783)
- Setophaga ruticilla (Linnaeus, 1758)
- Setophaga kirtlandii (Baird,SF, 1852)
- Setophaga tigrina (Gmelin,JF, 1789)
- Setophaga cerulea (Wilson,A, 1810)
- Setophaga americana (Linnaeus, 1758)
- Setophaga pitiayumi (Vieillot, 1817)
- Setophaga magnolia (Wilson,A, 1811)
- Setophaga castanea (Wilson,A, 1810)
- Setophaga fusca (Statius Muller, 1776)
- Setophaga petechia (Linnaeus, 1766)
- Setophaga pensylvanica (Linnaeus, 1766)
- Setophaga striata (Forster,JR, 1772)
- Setophaga caerulescens (Gmelin,JF, 1789)
- Setophaga palmarum (Gmelin,JF, 1789)
- Setophaga pityophila (Gundlach, 1855)
- Setophaga pinus (Linnaeus, 1766)
- Setophaga coronata (Linnaeus, 1766)
- Setophaga dominica (Linnaeus, 1766)
- Setophaga flavescens (Todd, 1909)
- Setophaga vitellina (Cory, 1886)
- Setophaga discolor (Vieillot, 1809)
- Setophaga adelaidae (Baird,SF, 1865)
- Setophaga subita (Riley, 1904)
- Setophaga delicata (Ridgway, 1883)
- Setophaga graciae (Baird,SF, 1865)
- Setophaga nigrescens (Townsend,JK, 1837)
- Setophaga townsendi (Townsend,JK, 1837)
- Setophaga occidentalis (Townsend,JK, 1837)
- Setophaga chrysoparia (Sclater,PL & Salvin, 1860)
- Setophaga virens (Gmelin,JF, 1789)